# Urs Graf

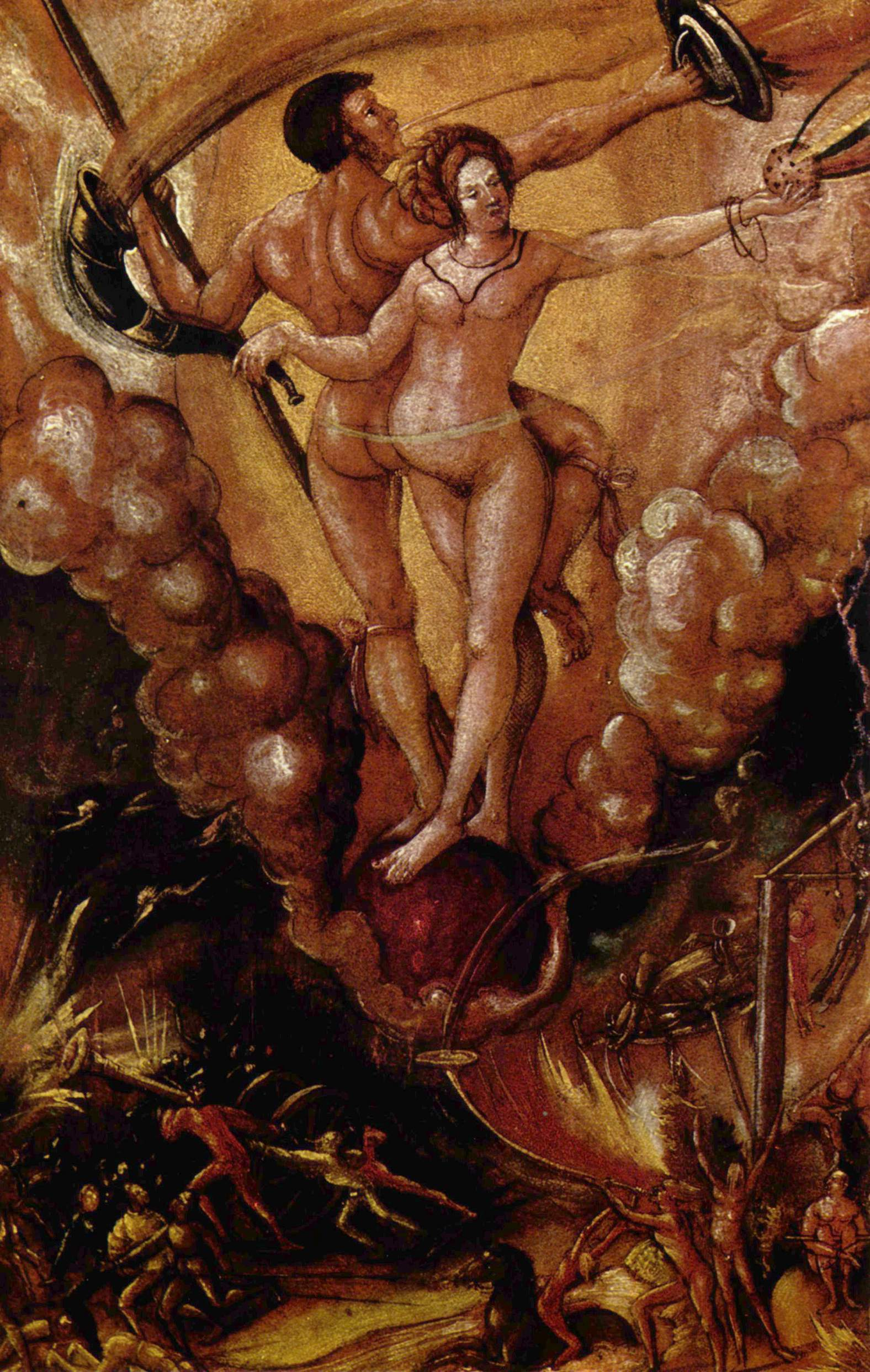
Urs Graf, Dzika armia (ok. 1520)

Urs Graf (ur. 1485 w Solothurn, zm. po 1529 w Bazylei) – szwajcarski, malarz i grafik.
Początkowo kształcił się pracowni swojego ojca, złotnika Hugo Grafa, później przeniósł się do Zurychu. Wykonywał drzeworyty z przeznaczeniem na ilustracje do książek, wykonywał akwaforty i ryciny. W 1512 roku został członkiem cechu złotników i obywatelem Bazylei. Często opuszczał rodzinę, by w poszukiwaniu przygód i łupów zaciągać się do wojska jako najemnik. Wcześnie wszedł w konflikt z prawem, był sądzony za znęcanie się nad żoną, bezwstydne hultajstwo i plugastwo z nierządnicami, później był ścigany za usiłowanie zabójstwa. W 1518 został zmuszony do opuszczenia miasta, powrócił rok później i kontynuował pracę. Ostatecznie zaginął w 1527, ostatnim śladem jest podpisany rysunek z 1529.
Urs Graf w swoich pracach nawiązywał do twórczości Albrechta Dürera i Hansa Baldunga. Poruszał tematykę społeczną, religijną i erotyczną, przedstawiał też przemoc i okrucieństwa wojny, które znał z autopsji. Jego twórczość miała wpływ na uznanie rysunku jako niezależnej dziedziny sztuki. Dużą kolekcję jego grafik posiadają Fine Arts Museums of San Francisco i muzeum w Luwrze.